# Étienne V de Moldavie
Pour les articles homonymes, voir Étienne V.
Étienne V « Sauterelle » (en roumain: Ștefan V Lăcusta), est prince de Moldavie, de 1538 à 1540.

## Biographie
Fils du prince Alexandru mort en 1496, lui-même fils aîné du prince Étienne III le Grand de Moldavie.
Il est nommé prince de Moldavie le 21 septembre 1538 par les Turcs qui venaient de détrôner son prédécesseur Pierre IV Rareș et dont il reconnait immédiatement la suzeraineté. La signature d'un traité avec les Polonais le 10 février 1539, une invasion de sauterelles qui lui laisse son surnom et ses donations au monastère de Grégoire du Mont Athos (dont beaucoup de moines étaient moldaves et valaques) sont les trois faits notables de son règne très court. Il est mis à mort dans sa chambre le 20 décembre 1540 par l'Hetman de Suceava Mihu et le Grand Logothèque depuis 1517 Trotuşanu, deux boyards révoltés.
D'un mariage avec une certaine Chiajna, il laisse deux fils, dont on perd la trace : Alexandru et Ștefan.

## Sources
- Grigore Ureche Chronique de Moldavie. Depuis le milieu du XIVe siècle jusqu'à l'an 1594 Traduite et annoté par Emile Picot Ernest Leroux éditeur Paris 1878. Réédition Kessinger Legacy Reprints  (ISBN 9781167728846) p. 319-331.
- (ro) Constantin C.Giurescu & Dinu C.Giurescu Istoria Romanilor Volume II (1352-1606), Editura Stiintifica si Enciclopedica, Bucarest 1976 p. 280.